# Costică Buceschi
Costică Buceschi (n. 18 mai 1970, în Suceava) este un antrenor de handbal din România.  În prezent, Buceschi este antrenorul principal al echipei HC Dunărea Brăila și al echipei naționale a Turciei.

## Cariera
Costică Buceschi a început să practice handbalul la Clubul Sportiv Școlar Suceava. În cariera de handbalist el a mai jucat la HC Minaur Baia Mare, Phoenix Baia Mare, Ózdi Kézilabda Club, Tiszaföldvár Kézilabda Klub, Ceglédi Kézilabda Klub, Steaua București și HCM CSM Bistrița.
Între 2007-2010, el a fost antrenorul secund al echipei de handbal feminin HCM Baia Mare, iar în 2010 a antrenat câteva luni echipa masculină HC Minaur Baia Mare. Buceschi a fost concediat în decembrie 2010, în urma rezultatelor slabe. Începând din vara anului 2011, el a condus banca tehnică a echipei de handbal feminin HCM Baia Mare, fiind înlocuit, în decembrie 2014, cu slovenul Tone Tiselj. Ulterior, el a antrenat echipele HC Dunărea Brăila, Corona Brașov, CS Minaur Baia Mare și Kastamonu Bld. GSK și a fost antrenorul secund al echipei naționale a României cu care, în decembrie 2015, a câștigat medalia de bronz la Campionatul Mondial din Danemarca.
Costică Buceschi este căsătorit cu fosta jucătoare a naționalei României Carmen Buceschi și este tatăl handbalistei Eliza Buceschi.

## Palmares
Antrenor
Club
- Liga Națională:
  - Câștigător: 2014
  - Medalie de argint: 2013, 2017

- Cupa României:
  -  Câștigător: 2013, 2014

- Supercupa României:
  -  Câștigător: 2013, 2014

Echipa națională
- Campionatul Mondial:
  -  Medalie de bronz: 2015